# Jean Valéry
Pour les articles homonymes, voir Valéry.
Jean Valéry est un homme politique français né le 4 février 1762 à Lentillac-du-Causse (Lot) et décédé le 6 février 1855 au même lieu.

## Biographie
Juge de paix du canton de Lauzès, il est élu député du Lot au Conseil des Cinq-Cents le 25 germinal an VI.

## Sources
- « Jean Valéry », dans Adolphe Robert et Gaston Cougny, Dictionnaire des parlementaires français, Edgar Bourloton, 1889-1891 [détail de l’édition]